# Deflagració

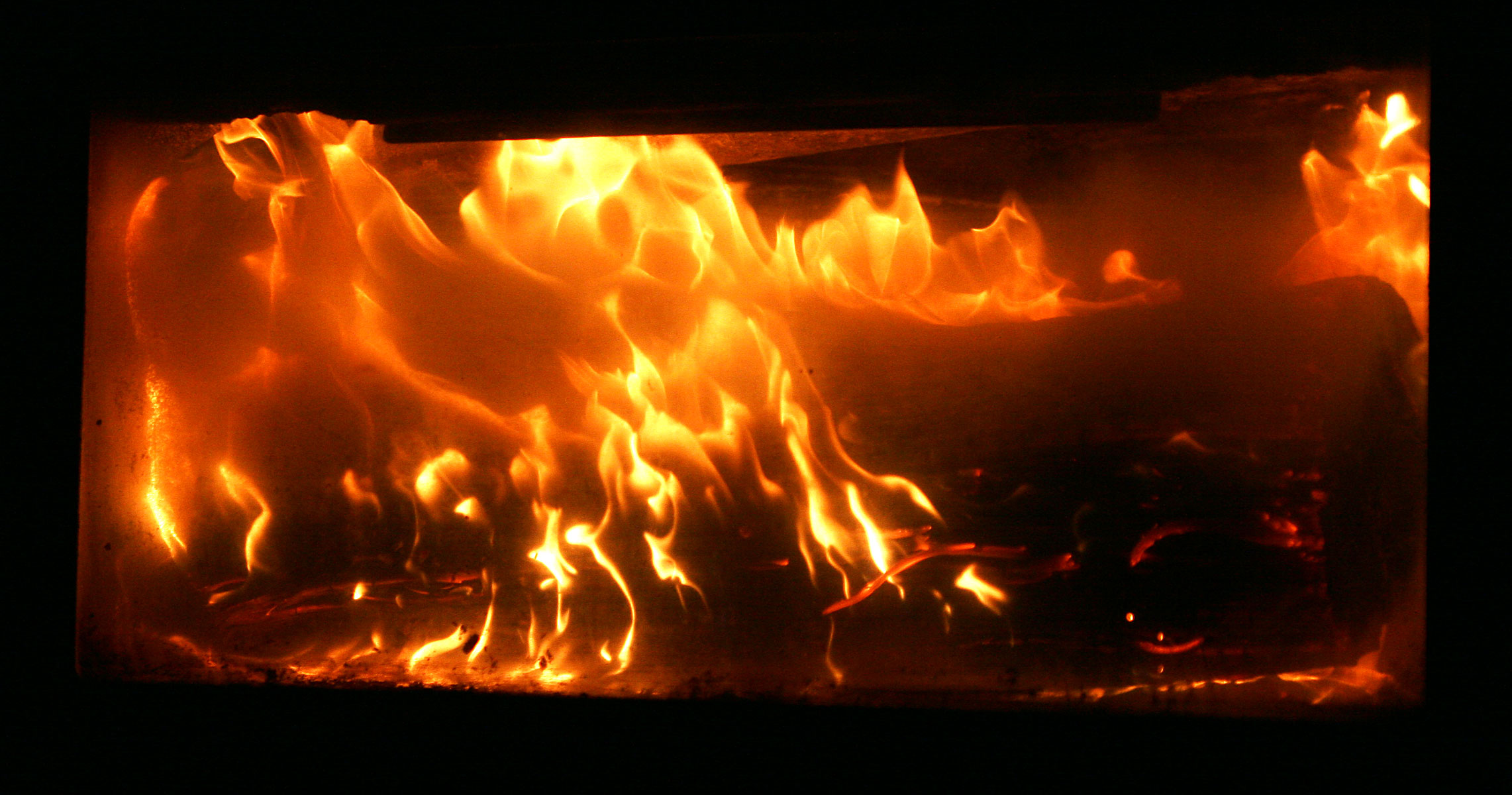
Un tronc en una xemeneia

Una deflagració és una combustió sobtada (subsònica) amb flama a baixa velocitat de propagació i sense explosió. Se sol associar, erròniament, amb les explosions. Les reaccions que provoca una deflagració són idèntiques a les d'una combustió, però es desenvolupen a una velocitat compresa entre 1 m/s i la velocitat del so.
En una deflagració, el front de flama avança per fenòmens de difusió tèrmica; per contra, en una detonació la combustió està associada a una ona de xoc que avança a velocitat superior a la del so.
Perquè es produeixi una deflagració es necessita el següent:
1. Una barreja de producte inflamable amb l'aire en el seu punt d'inflamació
2. Una aportació d'energia d'un focus d'ignició
3. Una reacció espontània de les seves partícules volàtils a l'estímul calòric que actua com a catalitzador o iniciador primari de reacció

## Exemples
Típics exemples de deflagració són:
- Encendre un llumí
- La combustió de barreges de gas i aire en una estufa o forn de gas
- La barreja de combustible-aire en un motor de combustió interna
- La ràpida combustió d'una càrrega de pólvora en una arma de foc
- Les mescles pirotècniques en els focs artificials o en els dispositius o cartutxos de fragmentació de roca segura